# So auf Erden
 So auf Erden (Así en la tierra) es una película producida para televisión, y estrenada el 4 de octubre de 2017, en el horario estelar de la cadena pública alemana, Das Erste.  
También fue presentada en preestreno, en el Festival de Cine de Múnich, así como en el 13er. Festival de Cine Alemán de Ludwigshafen am Rhein, el 10 de septiembre de 2017. 
El personaje principal es Johannes Klare, un predicador carismático de una iglesia evangélica que junto con su esposa y por caridad, conocen a un músico callejero gay y adicto a las drogas, Simon, cuya homosexualidad sumerge al predicador, y de paso a la esposa, en profundos conflictos de conciencia. 

## Trama
Johannes Klare predica en una iglesia de la ciudad de Stuttgart, la cual administra junto a su esposa, Lydia, ambos son virtuosos cristianos y modelos a seguir dentro de su comunidad, muy fiel ella a la Biblia.  
En un acto de evidente caridad, recojen a Simon, un habitante de la calle, que resulta ser músico y adicto a las drogas. Ambos lo cuidan y quieren integrarlo a su comunidad evangélica. Así surge que la homosexualidad vivida por Simon, con la cual pecó a los ojos de la iglesia, debería ahora ser "curada" con la ayuda de la fe. Johannes, sin embargo, termina recordando su propia homosexualidad, reprimida desde los tiempos en que iba a la escuela.  
Cuando finalmente cede a su deseo con Simon, Johannes se sumerge en un conflicto interior (y con su esposa), con su fe, con su conciencia ycon  el papel que él tiene en la iglesia. Johannes lucha por encontrar un camino de regreso a su vida habitual y en el que encuentra, para su sorpresa, el apoyo de Lydia. Pero Johannes tiene primero que aprender a aceptarse a sí mismo y también aprender que puede vivir su fe, sólo si soporta el conflicto con los más ortodoxos de su iglesia.

## Críticas
Aunque la película en general fue bien recibida, tanto por la crítica como por el público, se le ha criticado algunos momentos chocantes de la película, para los cuales el público podría no está preparado. En Moviepilot, la película fue calificada por los usuarios en promedio con 7 de cada 10 puntos posibles.

"Es un viaje heroico, escrito con fuerza e interpretado con arrojo y sutileza por Johannes Klare, quien se sumerge en su implacable e intransigente visión cerrada del Antiguo Testamento sobre el pecado y la vida de los pecadores, pero también es un personaje lleno de energía sexual. Junto con un estilo de vida abnegado, resulta un retrato asombroso, tangible, atractivo y penetrante de la fragmentación interna de un personaje [...] So auf Erden aunque siempre corre el riesgo de perder su estilo de observación audaz, a cambio nos brinda una narrativa didáctica que tiene al menos algo filosófico, es decir, preguntas implícitas que aunque deja sin respuesta, el espectador queda cara a cara con personajes que intentan resolver sus contradicciones. Y queda claro que no hay nada bueno en la homofobia del clero ni en los hipócritas pequeños burgueses. Es una película valiosa y psicológicamente atractiva".
- Quotenmeter.de

""Es una explicación sobre el mandamiento de la tolerancia, y la primacía de la conciencia contenida en el Nuevo Testamento, So auf Erden hace bien su trabajo, y amplía nuestra curiosidad, gracias a Selge y Walser, muy activos, de lo íntimo a lo más amplio. [...] Esta película, tejida como una parábola bíblica, o un cuento de hadas religioso con actores, logra su objetivo. Transmite mensajes centrales y es, sobre todo, el drama de un hombre cuyo autodescubrimiento también significa traición y deshonestidad. El tema no es ungir con aceite".
- FAZ

"Adicción a las drogas, homosexualidad, relaciones familiares rotas, crisis de fe. En So auf Erden hay muchas cosas, y todo en menos de 90 minutos. Vale la pena seguir meditando lo visto por un tiempo más, pues la película te da pocas oportunidades, porque hay mucho ajetreo, tanto en el contenido como en los personajes, falla el libreto".
– Film-rezensionen.de

"Un pastor amenaza con romper su propia fe, sinceramente amada y vivida: lo cual es muy interesante. Y debería haberse centrado en eso, en lugar de tomar tantos atajos. Según la información de la productora, muchas personas han tenido la misma experiencia en comunidades religiosas, razón por la cual el tema es particularmente cercano a sus corazones. [...] En conclusión: buenos actores, pero una historia que pretende demasiado y se atora".
– Berliner Morgenpost